# راد جانسون (بازیکن فوتبال)
راد جانسون (انگلیسی: Rod Johnson; ۸ ژانویهٔ ۱۹۴۵ – دسامبر ۲۰۱۹) بازیکن فوتبال اهل بریتانیا بود.
از باشگاه‌هایی که در آن بازی کرده‌است می‌توان به باشگاه فوتبال گینزبورو ترینیتی، باشگاه فوتبال روترهام یونایتد، باشگاه فوتبال برادفورد سیتی، باشگاه فوتبال لیدز یونایتد، و باشگاه فوتبال دونکستر راورز اشاره کرد.
وی همچنین در تیم ملی فوتبال England youth بازی کرده‌است.